# Gmina Gnesta
Gmina Gnesta (szw. Gnesta kommun) – gmina w Szwecji, położona w regionie administracyjnym (län) Södermanland. Siedzibą władz gminy (centralort) jest Gnesta.

## Geografia

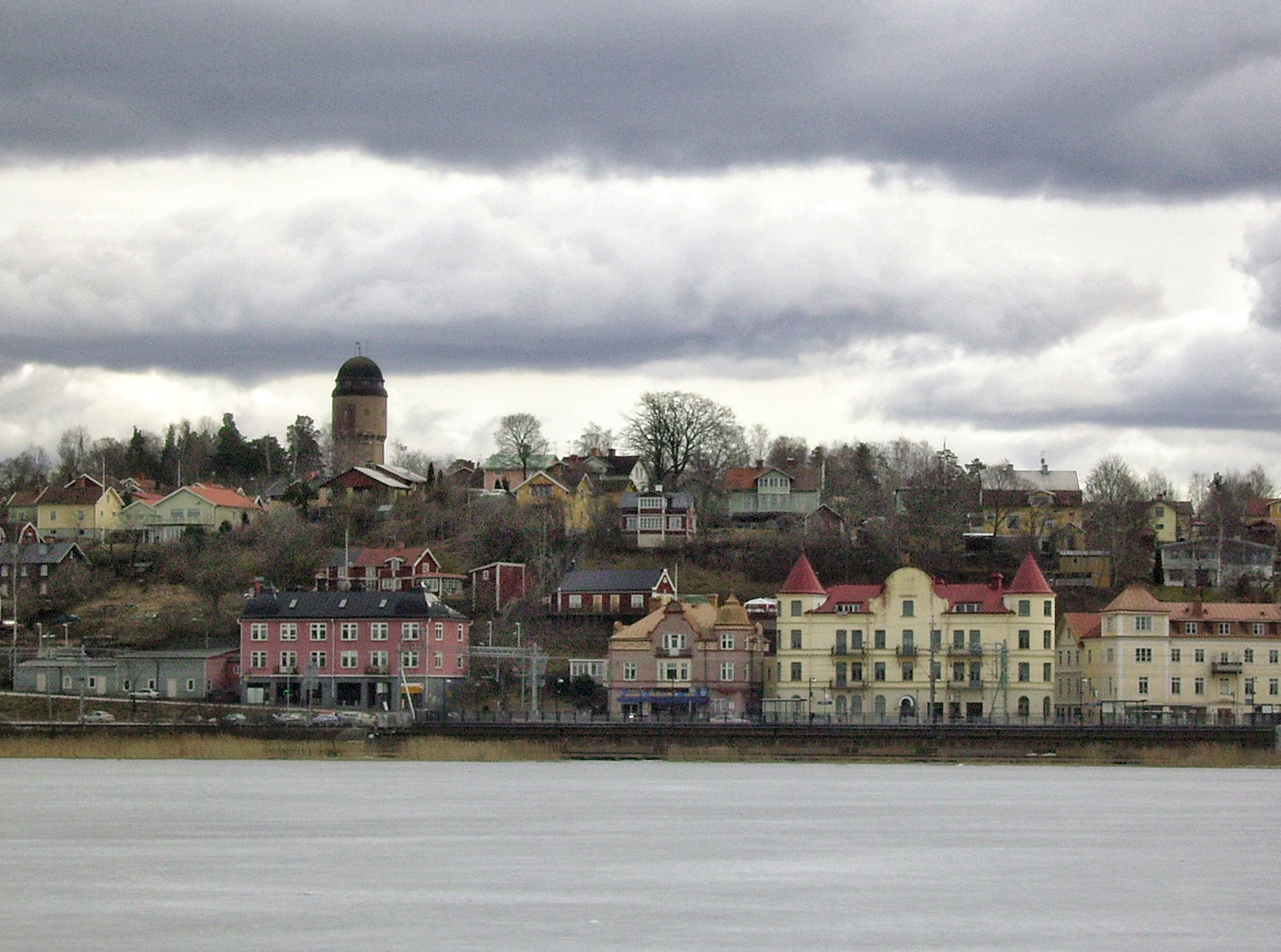
Gnesta

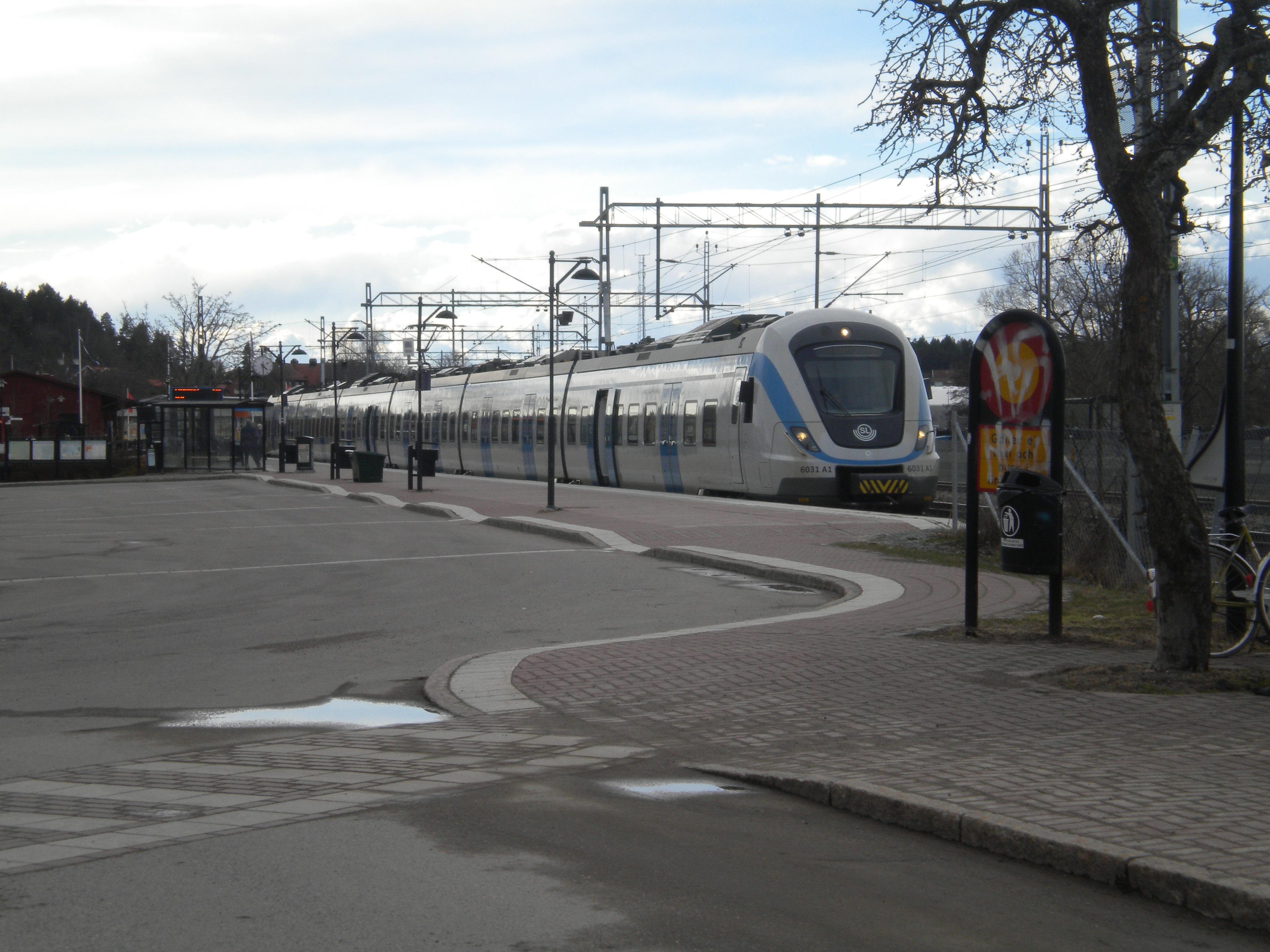
Stacja kolejowa w Gnesta

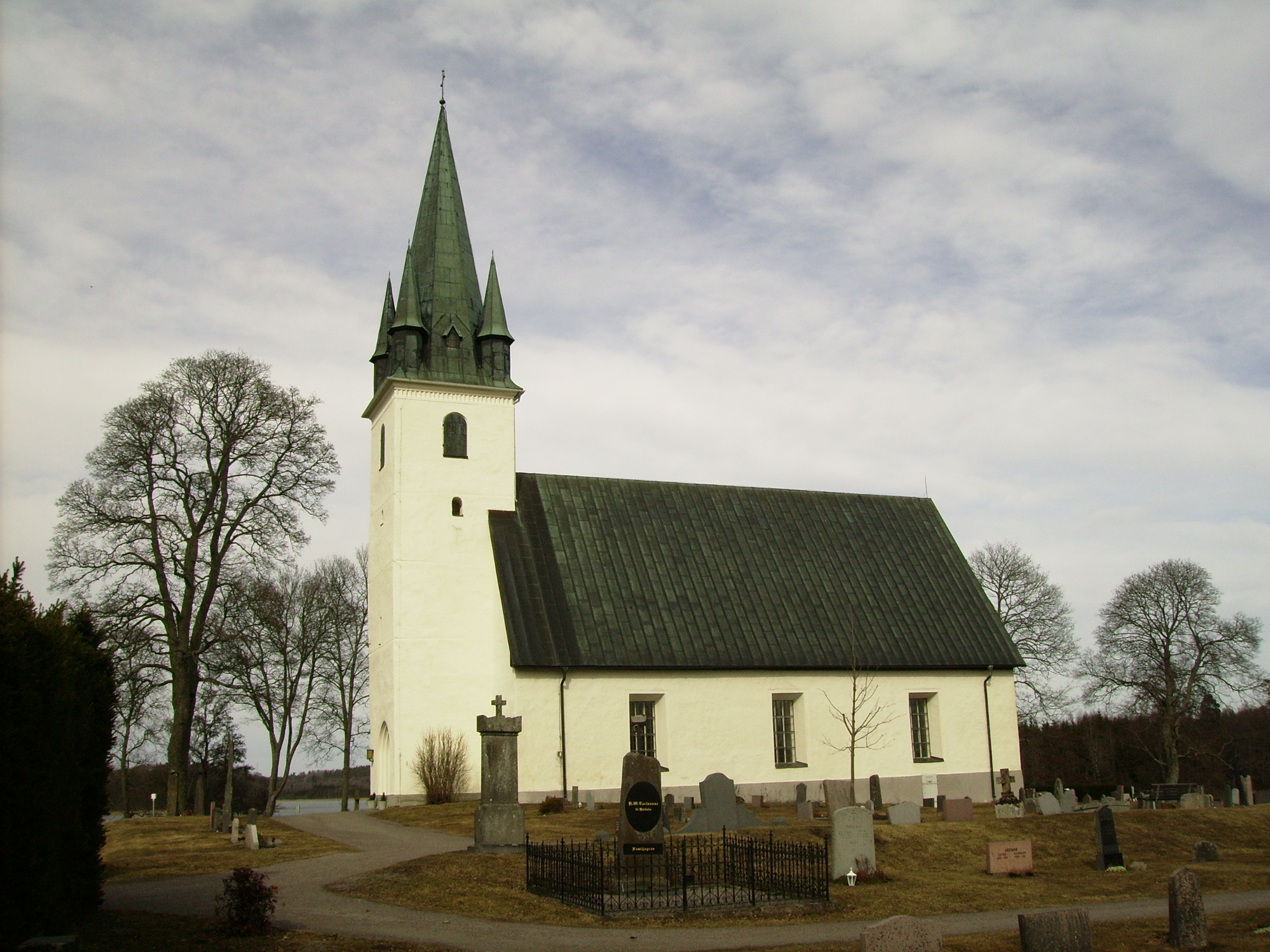
Frustuna kyrka

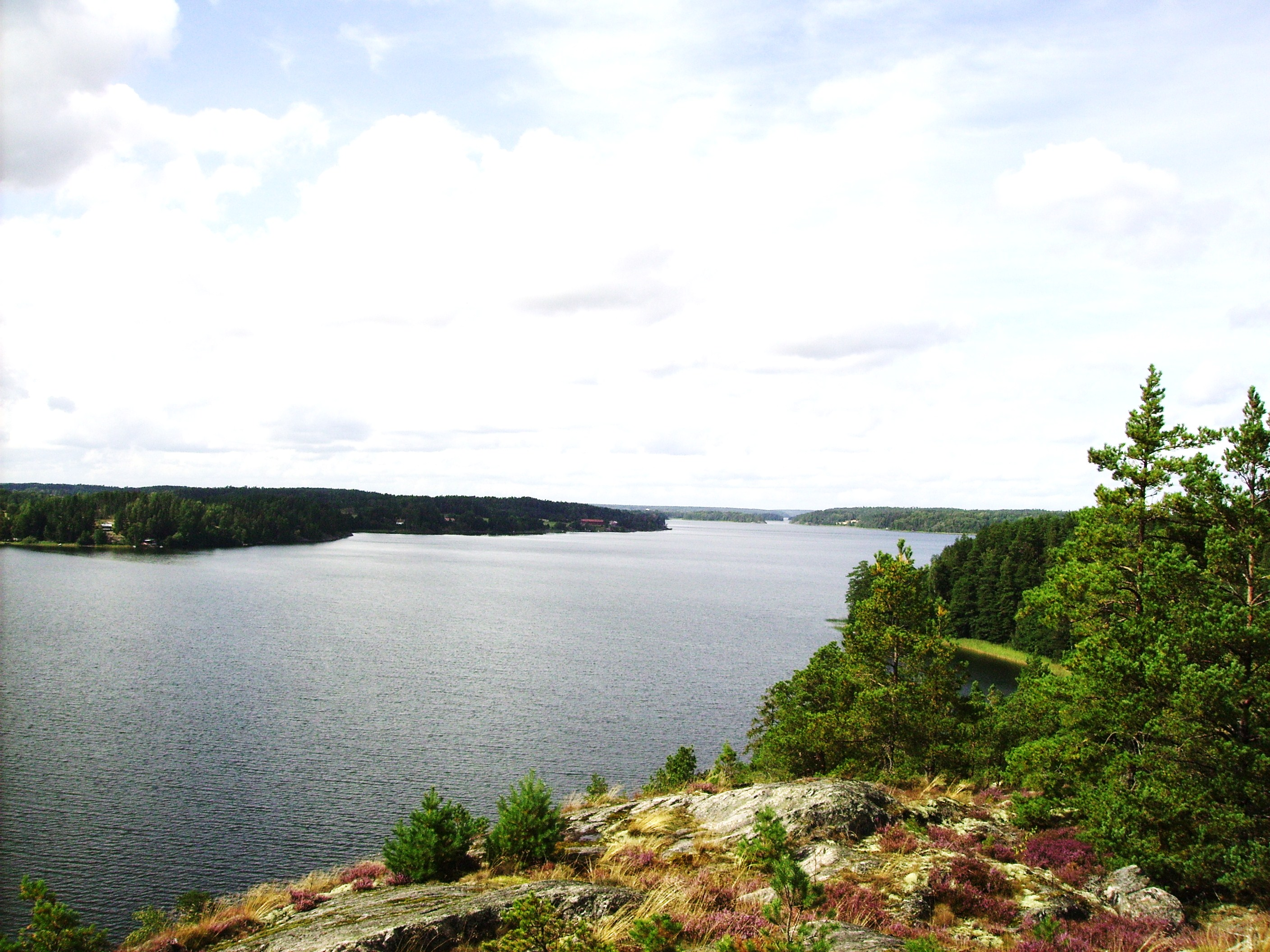
Jezioro Klämmingen

Gmina Gnesta położona jest w środkowo-wschodniej części prowincji historycznej (landskap) Södermanland i graniczy z gminami (w kolejności od kierunku północnego):
- Strängnäs
- Nykvarn
- Södertälje
- Trosa
- Nyköping
- Flen

### Powierzchnia
Gmina Gnesta jest 178. pod względem powierzchni z 290 gmin Szwecji. Według danych pochodzących z 2013 r. całkowita powierzchnia wynosi łącznie 538,14 km², z czego:
- 461,24 km² stanowi ląd
- 76,9 km² wody śródlądowe[1].

## Demografia
31 grudnia 2013 r. gmina Gnesta liczyła 10 409 mieszkańców (206. pod względem zaludnienia z 290 gmin Szwecji), gęstość zaludnienia wynosiła 22,57 mieszkańców na km² lądu (162. pod względem gęstości zaludnienia z 290 gmin Szwecji).
Struktura demograficzna (31 grudnia 2013):
| Opis                              | Ogółem     | Ogółem     | Kobiety    | Kobiety    | Mężczyźni  | Mężczyźni  |
| --------------------------------- | ---------- | ---------- | ---------- | ---------- | ---------- | ---------- |
| jednostka                         | osób       | %          | osób       | %          | osób       | %          |
| populacja                         | 10 409     | 100        | 5200       | 49,96      | 5209       | 50,04      |
| powierzchnia                      | 538,14 km² | 538,14 km² | 538,14 km² | 538,14 km² | 538,14 km² | 538,14 km² |
| gęstość zaludnienia (mieszk./km²) | 22,57      | 22,57      |            |            |            |            |

## Miejscowości
Miejscowości (tätort, -er) gminy Gnesta (2010):
| # | Miejscowość | Liczba ludności |
| - | ----------- | --------------- |
| 1 | Gnesta      | 5 478           |
| 2 | Björnlunda  | 827             |
| 3 | Stjärnhov   | 549             |

## Wybory
Wyniki wyborów do rady gminy Gnesta (kommunfullmäktige) 2010 r.:
|  | Partia                        | Liczba głosów | Zmiana liczby głosów | Procent głosów | Zmiana % | Uzyskane mandaty | Zmiana liczby mandatów |
|  | ----------------------------- | ------------- | -------------------- | -------------- | -------- | ---------------- | ---------------------- |
|  | Moderaterna                   | 1635          | +103                 | 24,81          | –0,94    | 8                | ±0                     |
|  | Centerpartiet                 | 710           | –121                 | 10,78          | –3,19    | 3                | –1                     |
|  | Folkpartiet                   | 381           | +8                   | 5,78           | –0,49    | 2                | ±0                     |
|  | Chrześcijańscy Demokraci      | 186           | –98                  | 2,82           | –1,95    | 1                | –1                     |
|  | Socialdemokraterna            | 2306          | +262                 | 35,00          | +0,64    | 11               | ±0                     |
|  | Vänsterpartiet                | 295           | +56                  | 4,48           | +0,46    | 1                | ±0                     |
|  | Miljöpartiet                  | 740           | +210                 | 11,23          | +2,32    | 4                | +1                     |
|  | Sverigedemokraterna           | 317           | +228                 | 4,81           | +3,31    | 1                | +1                     |
|  | Pozostałe partie              | 19            | –8                   | 0,29           | –0,17    | 0                | —                      |
|  | Razem (frekwencja 83,08%)     | 6589          |                      | 100,0          |          | 31               | ±0                     |
|  | Źródło: Valmyndigheten (szw.) |               |                      |                |          |                  |                        |

## Współpraca zagraniczna
Miasta partnerskie gminy Gnesta (2013):
- Saulkrasti, Łotwa